# عقاب دوبرادر

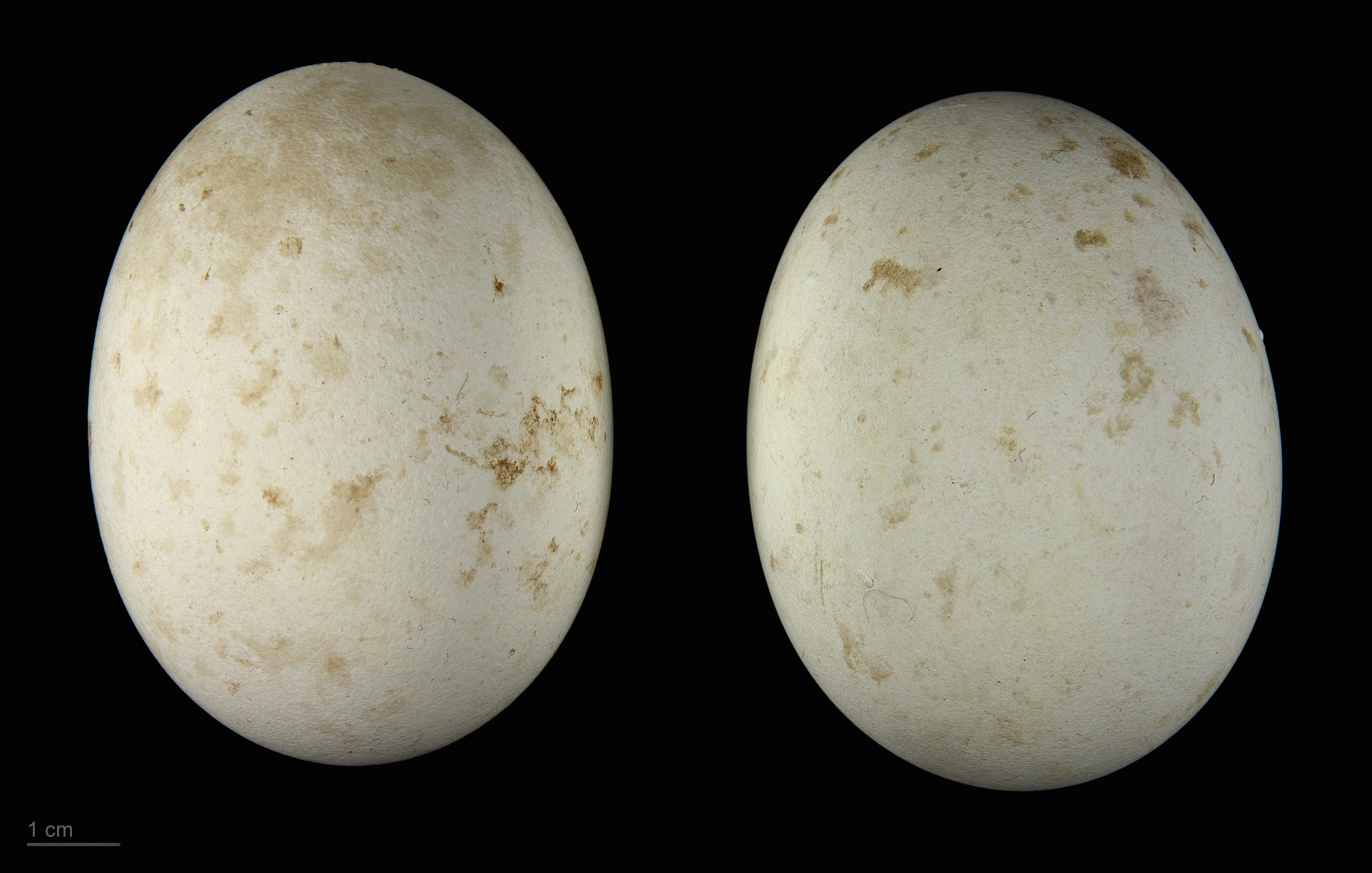
Aquila fasciata

عقاب دوبرادر (نام علمی: Hieraatus fasciatus)، یکی از انواع عقاب است. این پرنده در قسمت‌های مختلف آسیا از خاورمیانه گرفته تا اندونزی، جنوب اروپا، و آفریقا زادآوری می‌کند و معمولاً زمستان را هم در همان محل زادآوری می‌گذراند.
عقاب دوبرار بیشتر در درختزارها، به ویژه در مناطق کوهستانی و تپه‌ای که دشت‌های باز هم داشته باشند، زندگی می‌کند و از زندگی در جنگل‌های انبوه یا دشت‌های کاملاً باز و بدون درخت پرهیز می‌کند. لانه عقاب دوبرار هم روی صخره‌ها یا بر فراز درختان ساخته می‌شود.
عقاب دوبرار با ارتفاع ۵۵ تا ۶۵ سانتیمتر یک عقاب نسبتاً کوچک یا میان‌جثه است اما از عقاب‌های دیگر چابکتر است و توانایی شکار طعمه‌های بزرگی را دارد. این عقاب می‌تواند پستاندارانی به اندازه خرگوش صحرایی و پرندگان کوچکتر از خود را شکار کند.
این پرنده شکاری را با پرهای قهوه‌ای تیره در قسمت پشتی و پرهای سفید با نوارهای سیاه در قسمت زیرین بدن می‌توان شناخت. بال‌هایش نسبتاً کوچک و مدور هستند. دم بلندش در قسمت بالا خاکستری و در قسمت زیرین سفیدرنگ است. چشم‌ها و پاهای زردرنگ است.
یکی از ویژگی‌های عقاب دوبرار این است که جوجه‌ها یا تخم‌های یتیم‌شدهٔ همنوعان خود را پرورش می‌دهد، البته در صورتی که فقط چند ساعت از مرگ پدر و مادر آنها گذشته باشد. همچنین جوجه‌های تازه پردرآورده که هنوز وابسته هستند نیز در صورتی که والدین خود را از دست بدهند توسط یک عقاب دوبرار دیگر تغذیه خواهند شد. عقاب دوبرار این کار را برای دیگر پرندگان شکاری هم انجام می‌دهد.